# Natação nos Jogos Europeus de 2015 - 50 m peito feminino
A competição dos 50 metros peito feminino foi um dos eventos da natação nos Jogos Europeus de 2015, em Baku, no Azerbaijão. Foi disputada no Centro Aquático de Baku no dia 23 de junho.

## Calendário
Horário de verão do Azerbaijão (UTC+5).
| Data        | Horário | Fase         |
| ----------- | ------- | ------------ |
| 23 de junho | 09:30   | Eliminatória |
| 23 de junho | 17:30   | Semifinal    |
| 23 de junho | 19:08   | Final        |

## Medalhistas
| Ouro   | RUS Maria Astashkina |
| Prata  | GER Laura Kelsch     |
| Bronze | FRA Nolwenn Hervé    |

## Recordes
Antes desta competição, os recordes mundiais e dos jogos europeus dessa prova eram os seguintes:
| Tipo                       | Atleta             | Tempo | Local     | Data                |
| -------------------------- | ------------------ | ----- | --------- | ------------------- |
|                            | LTU Rūta Meilutytė | 29.48 | Barcelona | 3 de agosto de 2013 |
| Recorde dos Jogos Europeus | Não estabelecido   | –     |           |                     |

Os seguintes recordes mundiais ou dos jogos europeus foram estabelecidos durante esta competição:
| Data        | Evento    | Nome             | Nacionalidade | Tempo | Notas                      |
| ----------- | --------- | ---------------- | ------------- | ----- | -------------------------- |
| 23 de junho | Semifinal | Maria Astashkina | Rússia        | 31.47 | Recorde dos Jogos Europeus |

## Resultados

### Eliminatórias
A eliminatória foi realizada no dia 23 de junho. 
| Pos. | Bateria | Raia | Nadadora            | Nacionalidade     | Tempo | Notas |
| ---- | ------- | ---- | ------------------- | ----------------- | ----- | ----- |
| 1    | 4       | 4    | Maria Astashkina    | RUS Rússia        | 31.84 | Q,    |
| 2    | 4       | 5    | Gülşen Samancı      | TUR Turquia       | 32.10 | Q     |
| 3    | 3       | 3    | Laura Kelsch        | GER Alemanha      | 32.27 | Q     |
| 4    | 3       | 4    | Nolwenn Hervé       | FRA França        | 32.45 | Q     |
| 5    | 3       | 6    | Josefine Pedersen   | DEN Dinamarca     | 32.46 | Q     |
| 6    | 2       | 4    | Giulia Verona       | ITA Itália        | 32.49 | Q     |
| 7    | 4       | 7    | Agnė Šeleikaitė     | LTU Lituânia      | 32.52 | Q     |
| 8    | 1       | 5    | Emma Cain           | GBR Grã-Bretanha  | 32.58 | Q     |
| 9    | 2       | 3    | Layla Black         | GBR Grã-Bretanha  | 32.63 | Q     |
| 10   | 2       | 5    | Dana Kolidzeja      | LAT Letônia       | 32.68 | Q     |
| 11   | 2       | 6    | Tara Vovk           | SLO Eslovênia     | 32.71 | Q     |
| 12   | 3       | 5    | Daria Chikunova     | RUS Rússia        | 32.73 | Q     |
| 13   | 4       | 6    | Ariel Braathen      | NOR Noruega       | 32.82 | Q     |
| 14   | 3       | 8    | Mona McSharry       | IRL Irlanda       | 32.87 | Q     |
| 15   | 2       | 2    | Paula García        | ESP Espanha       | 32.88 | Q     |
| 16   | 3       | 2    | Tes Schouten        | NED Países Baixos | 32.98 | Q     |
| 17   | 3       | 0    | Sini Koivu          | FIN Finlândia     | 33.51 |       |
| 18   | 4       | 8    | Raquel Pereira      | POR Portugal      | 33.52 |       |
| 19   | 4       | 3    | Alexandra Vinicenco | MDA Moldávia      | 33.71 |       |
| 20   | 2       | 7    | Phillis Range       | GER Alemanha      | 33.73 |       |
| 21   | 2       | 8    | Sara Wallberg       | SWE Suécia        | 33.75 |       |
| 22   | 2       | 1    | Mila Medić          | SRB Sérvia        | 33.77 |       |
| 22   | 3       | 7    | Moona Koski         | FIN Finlândia     | 33.77 |       |
| 24   | 4       | 2    | Edita Chrápavá      | CZE Chéquia       | 33.81 |       |
| 25   | 3       | 1    | Rebecca Pető        | SUI Suíça         | 33.86 |       |
| 26   | 4       | 0    | Lara Bábska         | SVK Eslováquia    | 33.92 |       |
| 27   | 4       | 1    | Niamh Kilgallen     | IRL Irlanda       | 34.02 |       |
| 28   | 2       | 9    | Zsófia Leitner      | HUN Hungria       | 34.05 |       |
| 29   | 2       | 0    | Viktoryia Mikhalap  | BLR Bielorrússia  | 34.13 |       |
| 30   | 1       | 3    | Eleni Kontogeorgou  | GRE Grécia        | 34.23 |       |
| 31   | 4       | 9    | Yuliya Gnidenko     | UKR Ucrânia       | 34.81 |       |
| 32   | 3       | 9    | Ásbjørg Hjelm       | FRO Ilhas Faroé   | 35.10 |       |
| 33   | 1       | 4    | Tetiana Kudako      | UKR Ucrânia       | 35.56 |       |
| 34   | 1       | 6    | Melisa Zhdrella     | KOS Kosovo        | 37.51 |       |

### Semifinal
A semifinal foi realizada no dia 23 de junho.

#### Semifinal 1
| Pos. | Raia | Nadadora        | Nacionalidade     | Tempo | Notas  |
| ---- | ---- | --------------- | ----------------- | ----- | ------ |
| 1    | 4    | Gülşen Samancı  | TUR Turquia       | 31.98 | Q      |
| 2    | 5    | Nolwenn Hervé   | FRA França        | 32.07 | Q      |
| 3    | 3    | Giulia Verona   | ITA Itália        | 32.37 | q, RET |
| 4    | 2    | Dana Kolidzeja  | LAT Letônia       | 32.45 |        |
| 5    | 7    | Daria Chikunova | RUS Rússia        | 32.47 |        |
| 6    | 6    | Emma Cain       | GBR Grã-Bretanha  | 32.64 |        |
| 7    | 8    | Tes Schouten    | NED Países Baixos | 32.90 |        |
| 8    | 1    | Mona McSharry   | IRL Irlanda       | 33.00 |        |

#### Semifinal 2
| Pos. | Raia | Nadadora          | Nacionalidade    | Tempo | Notas |
| ---- | ---- | ----------------- | ---------------- | ----- | ----- |
| 1    | 4    | Maria Astashkina  | RUS Rússia       | 31.47 | Q,    |
| 2    | 5    | Laura Kelsch      | GER Alemanha     | 31.94 | Q     |
| 3    | 2    | Layla Black       | GBR Grã-Bretanha | 32.30 | q     |
| 4    | 6    | Agnė Šeleikaitė   | LTU Lituânia     | 32.40 | q     |
| 5    | 7    | Tara Vovk         | SLO Eslovênia    | 32.42 | q     |
| 6    | 3    | Josefine Pedersen | DEN Dinamarca    | 32.44 | q     |
| 7    | 1    | Ariel Braathen    | NOR Noruega      | 32.90 |       |
| 8    | 8    | Paula García      | ESP Espanha      | 33.00 |       |

### Final
A final foi realizada no dia 23 de junho.
| Pos.              | Raia | Nadadora          | Nacionalidade    | Tempo | Notas |
| ----------------- | ---- | ----------------- | ---------------- | ----- | ----- |
| Medalha de ouro   | 4    | Maria Astashkina  | RUS Rússia       | 31.58 |       |
| Medalha de prata  | 5    | Laura Kelsch      | GER Alemanha     | 31.87 |       |
| Medalha de bronze | 6    | Nolwenn Hervé     | FRA França       | 32.08 |       |
| 4                 | 3    | Gülşen Samancı    | TUR Turquia      | 32.14 |       |
| 4                 | 2    | Layla Black       | GBR Grã-Bretanha | 32.21 |       |
| 6                 | 8    | Tara Vovk         | SLO Eslovênia    | 32.29 |       |
| 7                 | 7    | Josefine Pedersen | DEN Dinamarca    | 32.39 |       |
| 8                 | 1    | Agnė Šeleikaitė   | LTU Lituânia     | 32.45 |       |

Legenda
| Recorde mundial            | Recorde mundial (World record)                     |                       | Recorde africano                      | Recorde africano (African) |                                           | Q | Classificado por posição (Qualified) |
| Recorde dos Jogos Europeus | Recorde dos Jogos Europeus (European Games record) | Recorde da América    | Recorde da América (Americas)         | q                          | Classificado por melhor tempo (Qualified) |   |                                      |
| Melhor marca do ano        | Melhor marca do ano (World leading)                | Recorde asiático      | Recorde asiático (Asian)              | DNS                        | Não largou (Did not start)                |   |                                      |
| Recorde nacional           | Recorde nacional (National record)                 | Recorde europeu       | Recorde europeu (European)            | DNF                        | Não terminou (Did not finish)             |   |                                      |
| Recorde pessoal            | Recorde pessoal do atleta (Personal best)          | Recorde da Oceania    | Recorde da Oceania (Oceania)          | DSQ / DQ                   | Desclassificado (Disqualified)            |   |                                      |
| Recorde da temporada       | Recorde da temporada do atleta (Season best)       | Recorde sul-americano | Recorde sul-americano (South America) | NM                         | Sem marca (No mark)                       |   |                                      |